# سیارک ۱۱۷۲۶
سیارک ۱۱۷۲۶ (به انگلیسی: 11726 Edgerton، نامگذاری:1998JA) یازده هزار و هفتصد و بیست و ششمین سیارک کشف شده‌است که در ۱ مه ۱۹۹۸ کشف شد.
قدر مطلق سیارک برابر ۱۳٫۰۰ است.